# Le Voisin (bande dessinée)
Pour les articles homonymes, voir Voisin (homonymie).
Le Voisin (en espagnol El Vecino) est une série de bande dessinée créée par Santiago García et Pepo Pérez, publiée sous forme de comic book par Astiberri Ediciones en 2004. La série est traduite en français chez Dargaud.
La bande dessinée a été adaptée en une série télévisée du même nom, Le Voisin, diffusée sur Netflix depuis Le 31 décembre 2019.

## Synopsis
Un jour Javier acquiert par inadvertance un pouvoir mystérieux. Avec l'aide de son sympathique voisin, il commence à maîtriser ses nouvelles capacités pour combattre le mal et en même temps, les cacher aux yeux du public, y compris à son ex-petite amie.

## Personnages
- José Ramon
- Javier

## Parutions
Version originale
- El Vecino (Astiberri, 2004)
- El Vecino 2 (Astiberri, 2007)
- El Vecino 3 (Astiberri, 2009)
- El Vecino. Historias (Astiberri, 2019)
- El Vecino. Origen (Astiberri, 2019)

Version française
Les 3 tomes originaux regroupés dans une intégrale en français :
- Le Voisin  (ISBN 978-2-205-08374-3)